# Martin Grothkopp
Martin Grothkopp (Dresda, 21 giugno 1986) è un bobbista ed ex velocista tedesco, campione olimpico nel bob a quattro a Pyeongchang 2018 e vincitore di quattro titoli mondiali, di cui tre consecutivi conquistati nel bob a quattro (nel 2017, nel 2019 e nel 2020) e uno nella gara a squadre.

## Biografia

### Gli inizi nell'atletica
Prima di dedicarsi al bob, Grothkopp è stato un velocista nell'atletica leggera, cimentandosi soprattutto nei 400 metri piani. A livello giovanile partecipò ai mondiali juniores di Grosseto 2004, dove si classificò ottavo nella staffetta 4x400 e agli europei juniores di Kaunas 2005, quando fu invece sesto nella stessa specialità. Vinse la medaglia di bronzo nella staffetta 4×400 agli europei under 23 di Debrecen 2007 e il titolo nazionale dei 400 metri piani a Ulma nel 2009, edizione nella quale fu anche secondo nella staffetta 4x400; nello stesso anno partecipò inoltre ai campionati del mondo di Berlino 2009, gareggiando nella staffetta 4x400 con la sua nazionale, non riuscendo però a qualificarsi per la finale. 

### Il passaggio al bob
Compete nel bob dal 2013 come frenatore per la squadra nazionale tedesca e a novembre dello stesso anno debuttò in Coppa Europa, competizione nella quale totalizzò 4 vittorie e 3 secondi posti in otto gare disputate. Esordì in Coppa del Mondo il 26 gennaio 2014, durante la stagione 2014/15, classificandosi nono nel bob a quattro a Schönau am Königssee. Ottenne il suo primo podio il 20 dicembre 2014 nel bob a due e conquistò la sua prima vittoria il 31 gennaio 2015 a La Plagne, sempre nella specialità a due con Francesco Friedrich.

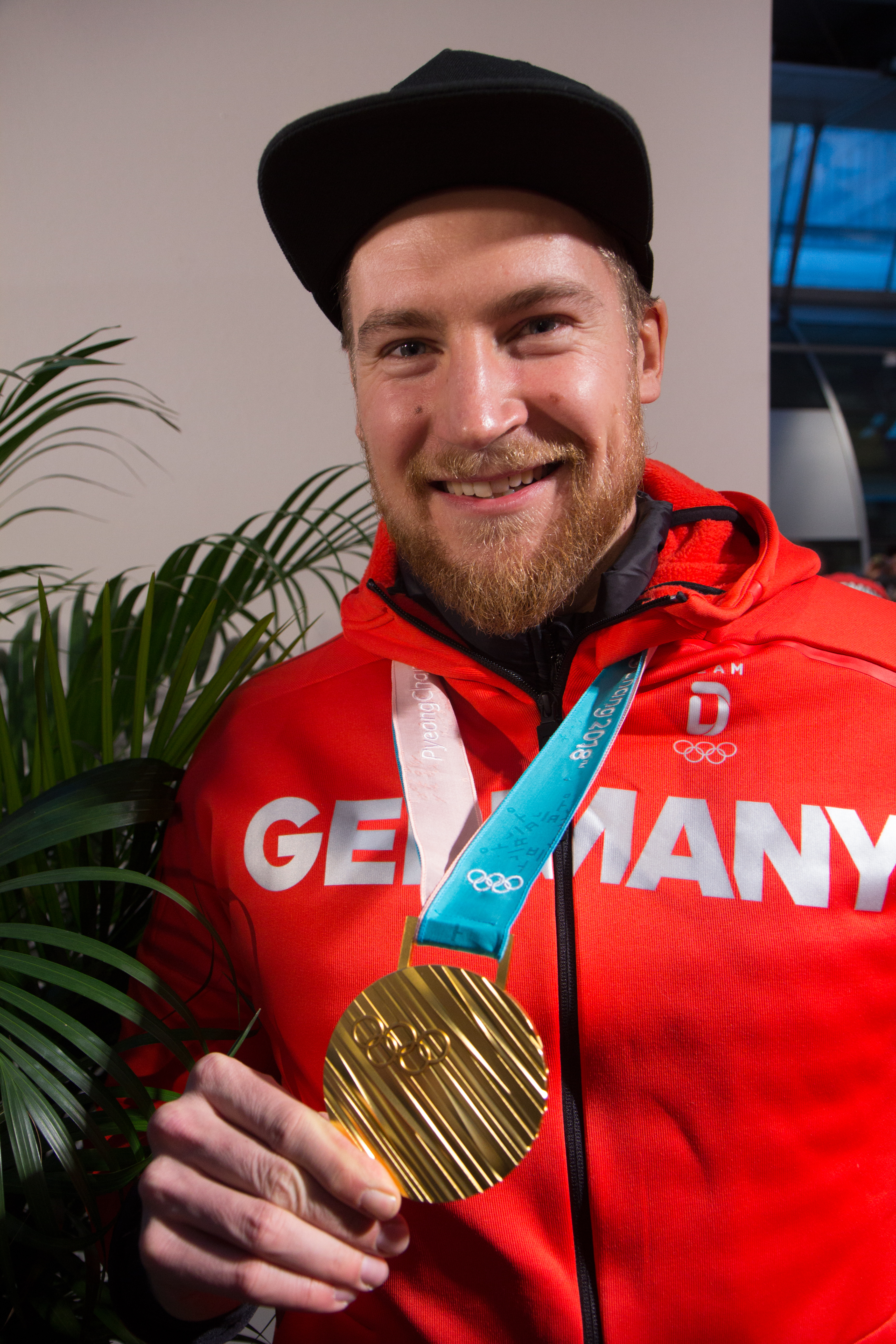
Grothkopp con la medaglia d'oro olimpica vinta a nel bob a quattro

Prese parte ai Giochi olimpici invernali di Pyeongchang 2018, vincendo la medaglia d'oro nel bob a quattro con Francesco Friedrich, Candy Bauer e Thorsten Margis.

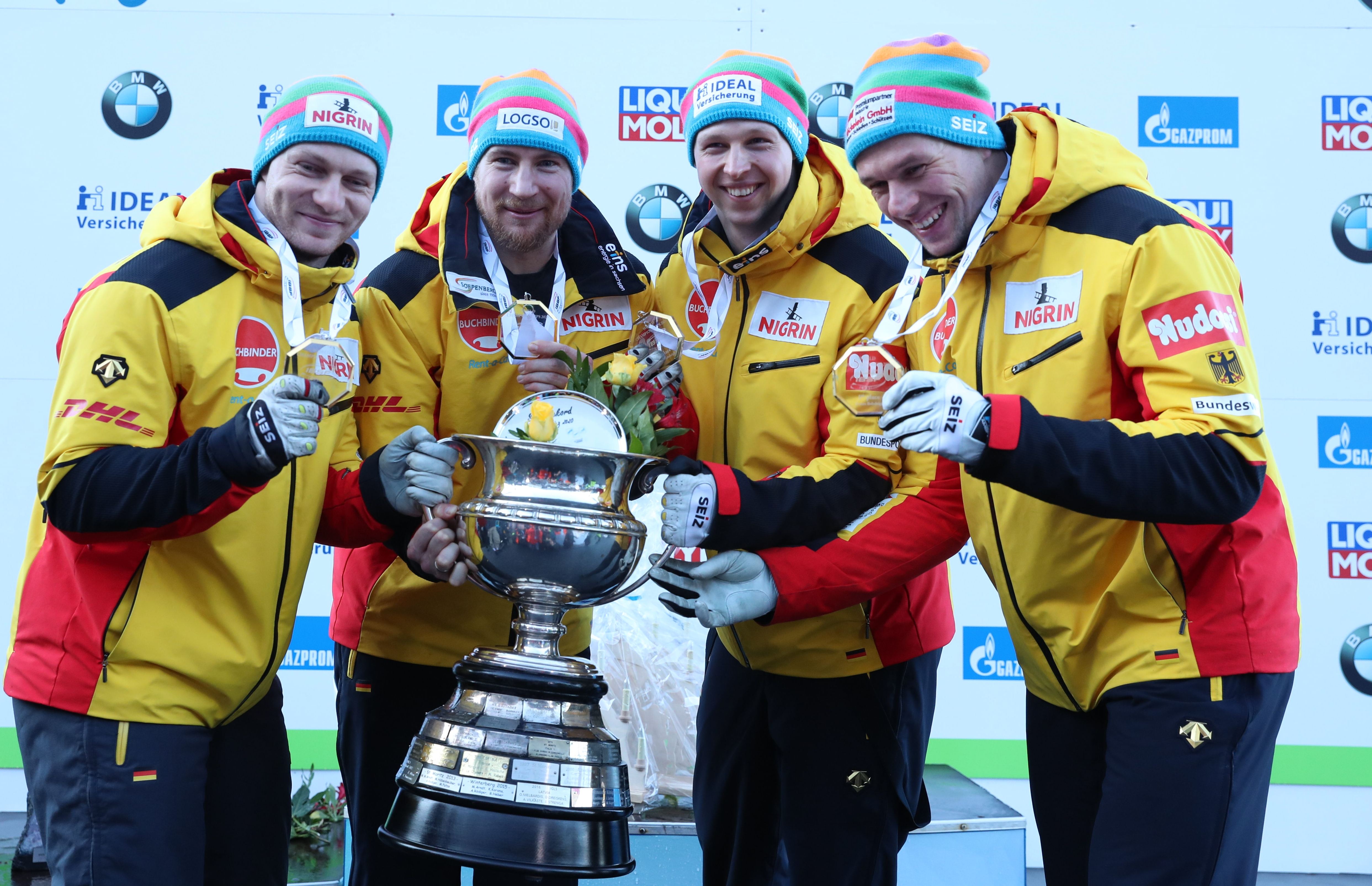
Grothkopp (il secondo da sinistra) con Francesco Friedrich, Alexander Schüller e Candy Bauer con il trofeo di campioni del mondo vinto nel bob a quattro ad Altenberg 2020, il terzo consecutivo per lui

Partecipò inoltre a quattro edizioni dei campionati mondiali, conquistando un totale di quattro medaglie, tutte d'oro. Nel dettaglio i suoi risultati nelle prove iridate sono stati, nel bob a due: nel bob a quattro: quarto a Winterberg 2015, medaglia d'oro a Schönau am Königssee 2017 con Francesco Friedrich, Candy Bauer e Thorsten Margis, medaglia d'oro a Whistler 2019 con Friedrich, Bauer e Margis e medaglia d'oro ad Altenberg 2020 con Friedrich, Bauer, e Alexander Schüller; nella gara a squadre: medaglia d'oro a Sankt Moritz 2013. 
Agli europei vanta invece due medaglie d'oro vinte nel bob a due a La Plagne 2015 e a Schönau am Königssee 2019 (in entrambe le occasioni vinse anche il bronzo a quattro) e una d'argento conquistata a Igls 2018 nel bob a quattro, tutte con Friedrich alla guida della slitta.
Ha altresì vinto due titoli nazionali, uno nel bob a due e uno nel bob a quattro.

## Palmarès

### Olimpiadi
- 1 medaglia:
  - 1 oro (bob a quattro a Pyeongchang 2018).

### Mondiali
- 4 medaglie:
  - 4 ori (gara a squadre a Winterberg 2015; bob a quattro a Schönau am Königssee 2017; bob a quattro a Whistler 2019; bob a quattro ad Altenberg 2020).

### Europei
- 5 medaglie:
  - 2 ori (bob a due a La Plagne 2015; bob a due a Schönau am Königssee 2019);
  - 2 argento (bob a quattro a La Plagne 2015; bob a quattro a Igls 2018);
  - 1 bronzo (bob a quattro a Schönau am Königssee 2019).

### Coppa del Mondo
- 34 podi (8 nel bob a due, 26 nel bob a quattro):
  - 17 vittorie (4 nel bob a due, 13 nel bob a quattro);
  - 10 secondi posti (4 nel bob a due, 6 nel bob a quattro);
  - 7 terzi posti (tutti nel bob a quattro).

#### Coppa del Mondo - vittorie
| Data             | Luogo                | Paese    | Disciplina                                                                                     |
| ---------------- | -------------------- | -------- | ---------------------------------------------------------------------------------------------- |
| 31 gennaio 2015  | La Plagne            | Francia  | a due con Francesco Friedrich (pilota)                                                         |
| 8 gennaio 2017   | Altenberg            | Germania | a due con Francesco Friedrich (pilota)                                                         |
| 9 dicembre 2018  | Sigulda              | Lettonia | a due con Francesco Friedrich (pilota)                                                         |
| 16 dicembre 2018 | Winterberg           | Germania | a quattro con Francesco Friedrich (pilota), Candy Bauer e Thorsten Margis                      |
| 6 gennaio 2019   | Altenberg            | Germania | a quattro con Francesco Friedrich (pilota), Candy Bauer e Thorsten Margis                      |
| 12 gennaio 2019  | Schönau am Königssee | Germania | a due con Francesco Friedrich (pilota)                                                         |
| 20 gennaio 2019  | Innsbruck            | Austria  | a quattro con Francesco Friedrich (pilota), Alexander Schüller e Thorsten Margis               |
| 27 gennaio 2019  | Sankt Moritz         | Svizzera | a quattro con Francesco Friedrich (pilota), Candy Bauer e Alexander Schüller                   |
| 24 febbraio 2019 | Calgary              | Canada   | a quattro con Francesco Friedrich (pilota), Candy Bauer e Thorsten Margis                      |
| 3 gennaio 2020   | Winterberg           | Germania | a quattro con Francesco Friedrich (pilota), Candy Bauer, Alexander Schüller, e Thorsten Margis |
| 19 gennaio 2020  | Innsbruck            | Austria  | a quattro con Francesco Friedrich (pilota), Candy Bauer e Alexander Schüller                   |
| 26 gennaio 2020  | Schönau am Königssee | Germania | a quattro con Francesco Friedrich (pilota), Candy Bauer e Alexander Schüller                   |
| 17 gennaio 2021  | Sankt Moritz         | Svizzera | a quattro con Francesco Friedrich (pilota), Thorsten Margis e Alexander Schüller               |
| 24 gennaio 2021  | Schönau am Königssee | Germania | a quattro con Francesco Friedrich (pilota), Thorsten Margis e Alexander Schüller               |
| 28 novembre 2021 | Innsbruck            | Austria  | a quattro con Francesco Friedrich (pilota), Thorsten Margis e Alexander Schüller               |
| 11 dicembre 2021 | Winterberg           | Germania | a quattro con Francesco Friedrich (pilota), Thorsten Margis e Alexander Schüller               |
| 19 dicembre 2021 | Altenberg            | Germania | a quattro con Francesco Friedrich (pilota), Thorsten Margis e Alexander Schüller               |

### Campionati tedeschi
- 2 medaglie:
  - 2 ori (bob a due, bob a quattro a Winterberg 2014).

### Circuiti minori

#### Coppa Europa
- 7 podi (4 nel bob a due e 3 nel bob a quattro):
  - 4 vittorie (2 nel bob a due e 2 nel bob a quattro);
  - 3 secondi posti (2 nel bob a due e 1 nel bob a quattro).

### Atletica leggera
| Anno | Manifestazione    | Sede     | Evento  | Risultato | Prestazione | Note |
| ---- | ----------------- | -------- | ------- | --------- | ----------- | ---- |
| 2004 | Mondiali juniores | Grosseto | 4x400 m | 8º        | 3'08"83     |      |
| 2005 | Europei juniores  | Kaunas   | 4x400 m | 6º        | 3'11"26     |      |
| 2007 | Europei under 23  | Debrecen | 4x400 m | Bronzo    | 3'05"25     |      |
| 2009 | Mondiali          | Berlino  | 4x400 m | Batteria  | 3'03"52     |      |